# Kärleksörtssläktet
Kärleksörtssläktet (Hylotelephium) är ett växtsläkte i familjen fetbladsväxter med ca 35 arter i Europa, Asien och Nordamerika.

## Bildgalleri

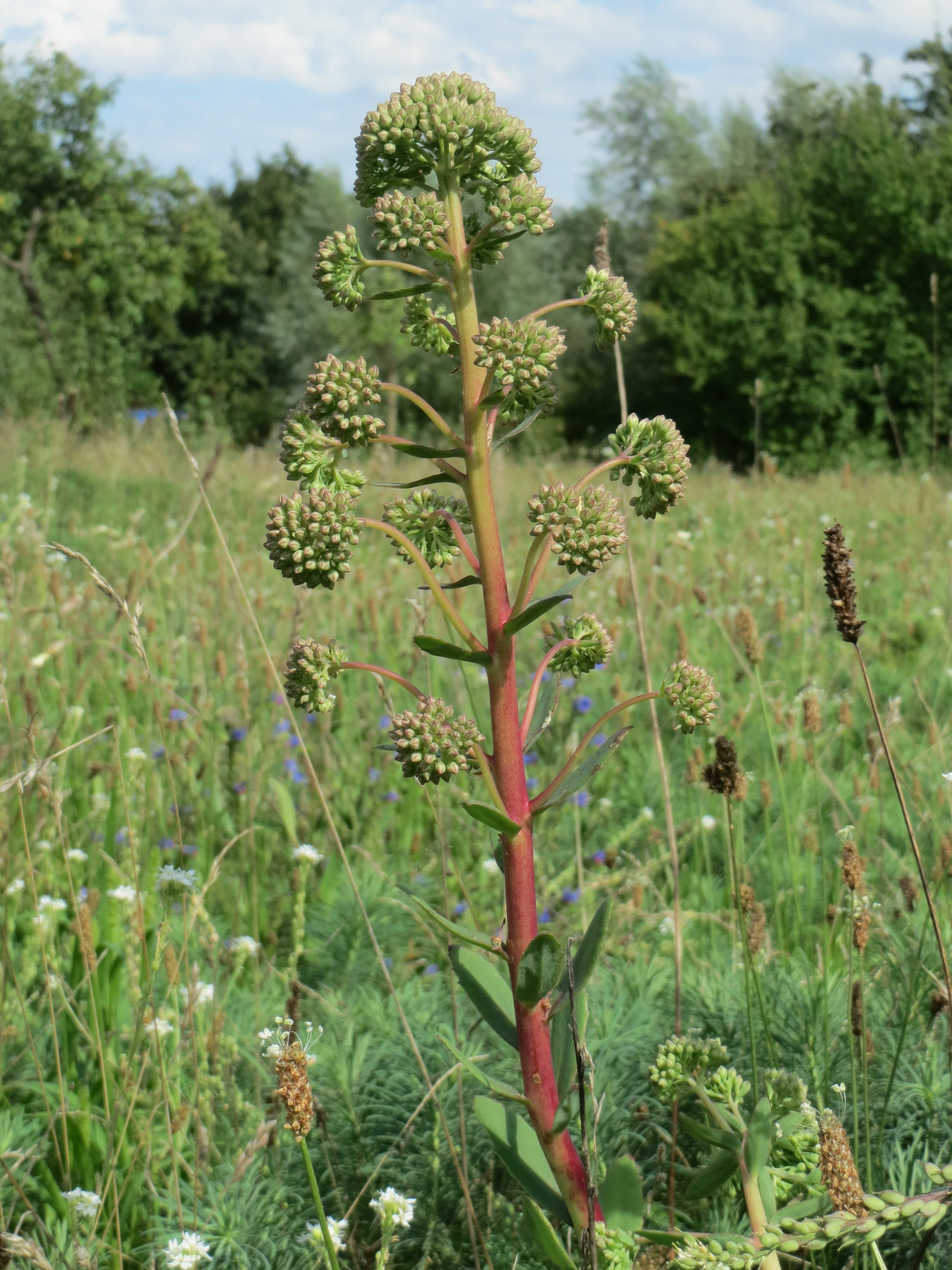
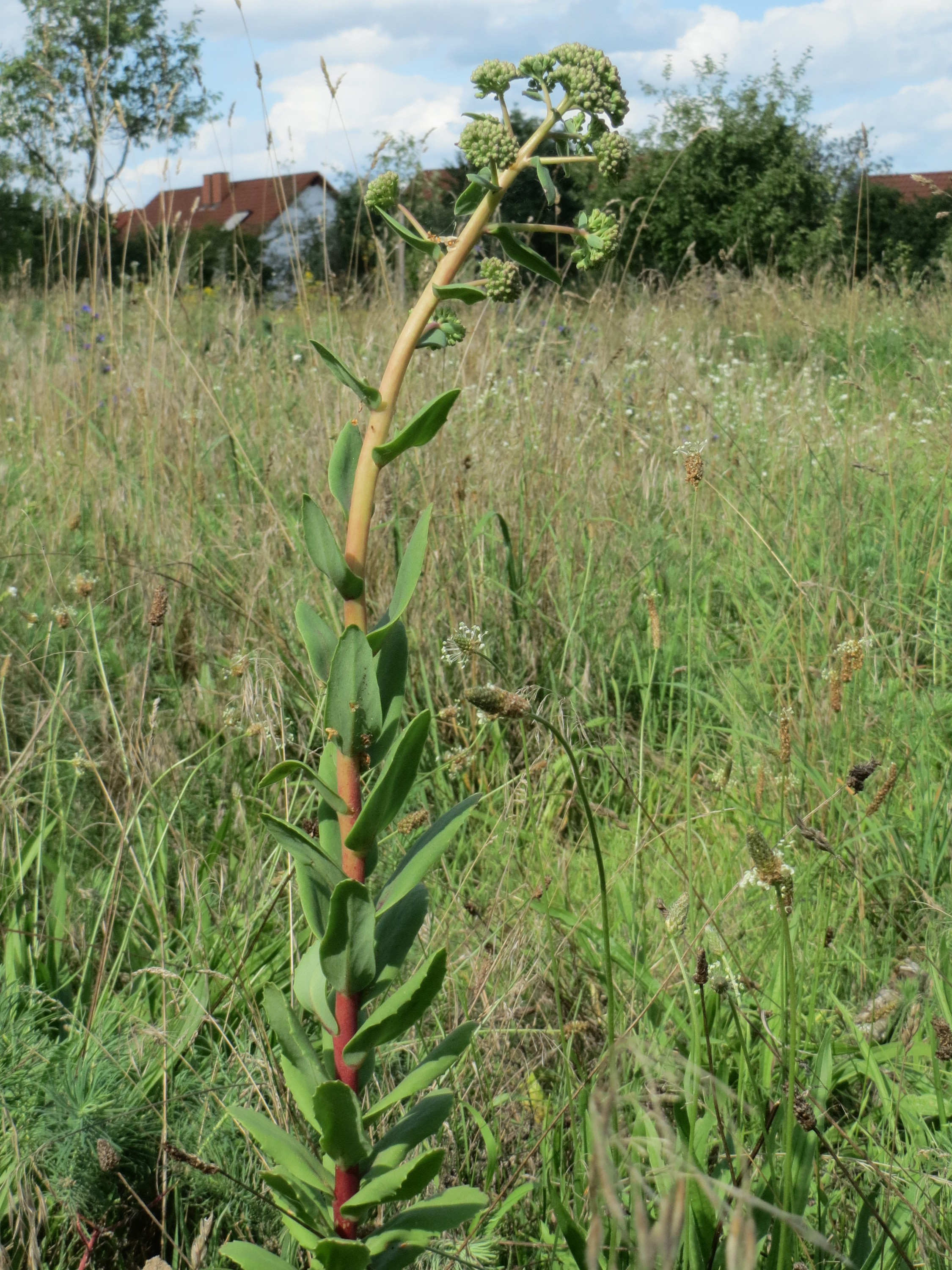
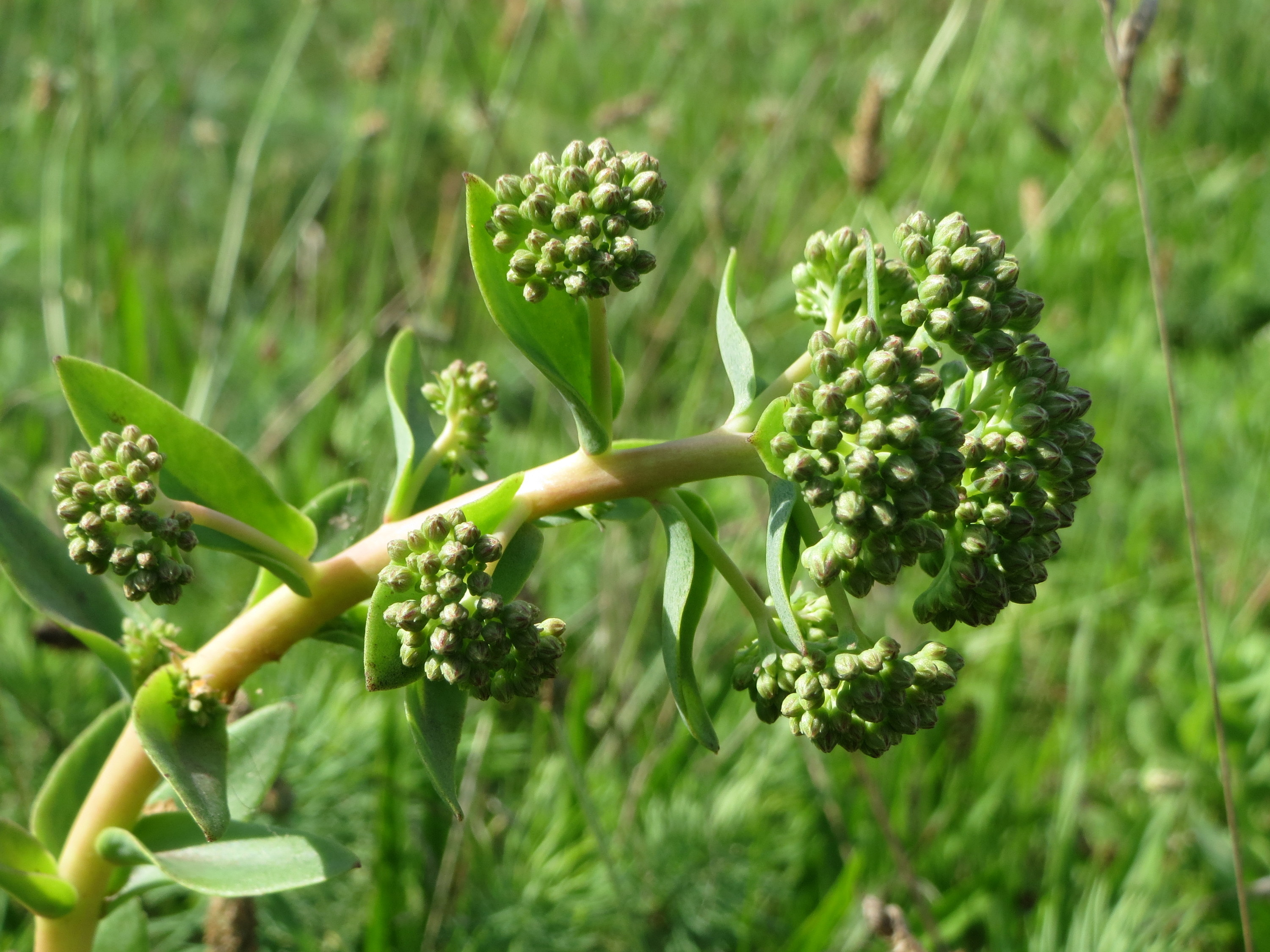
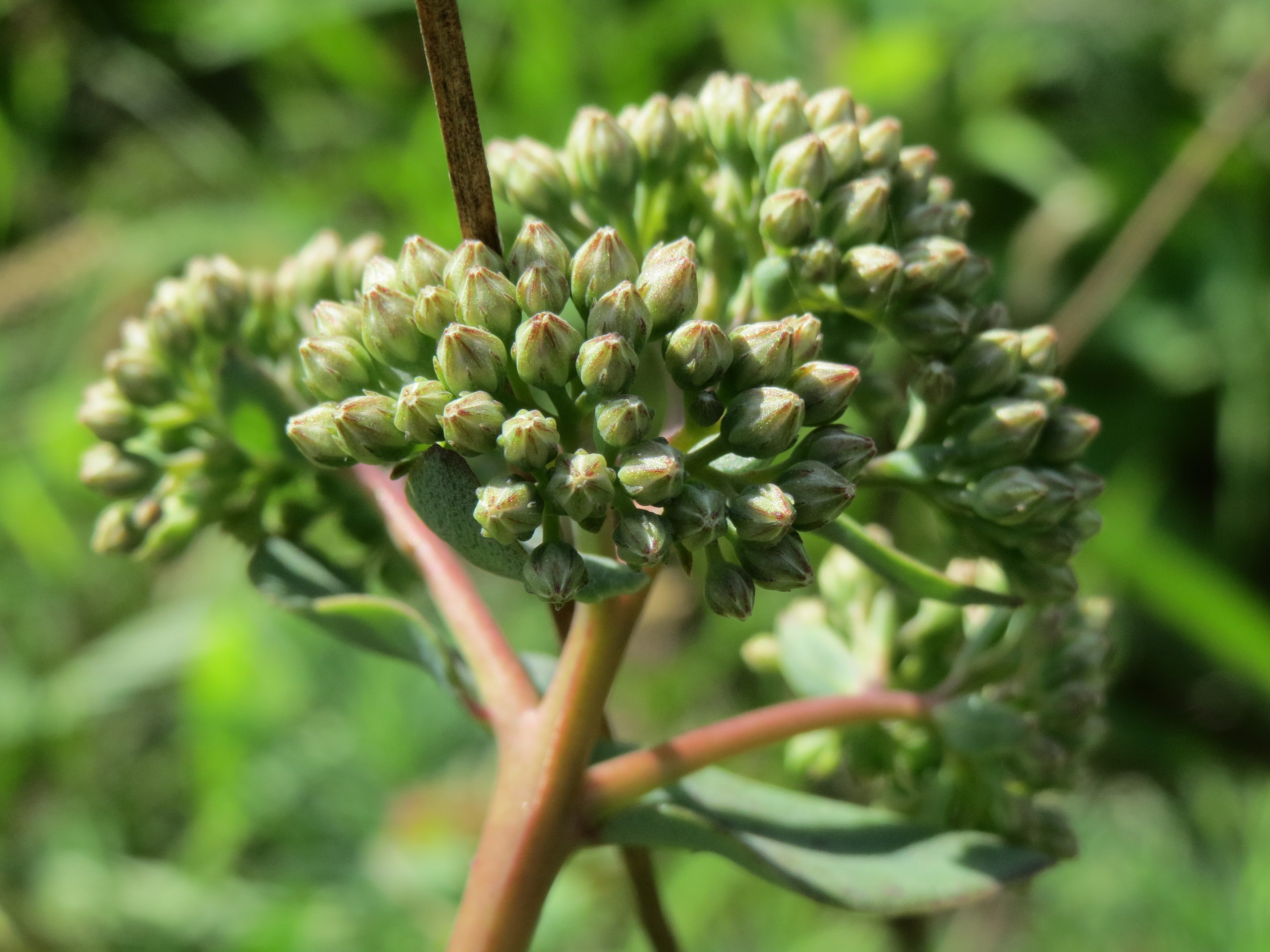
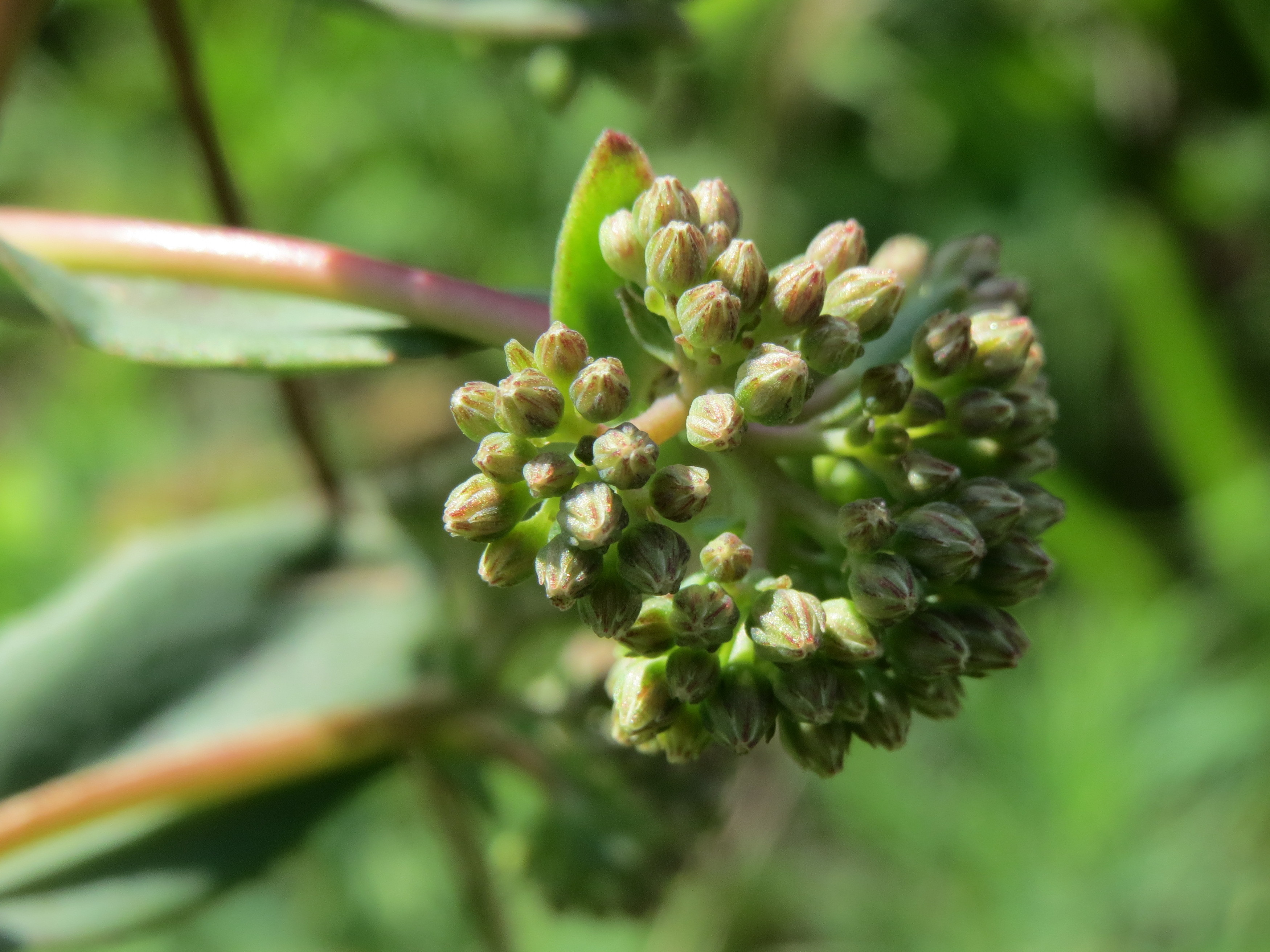
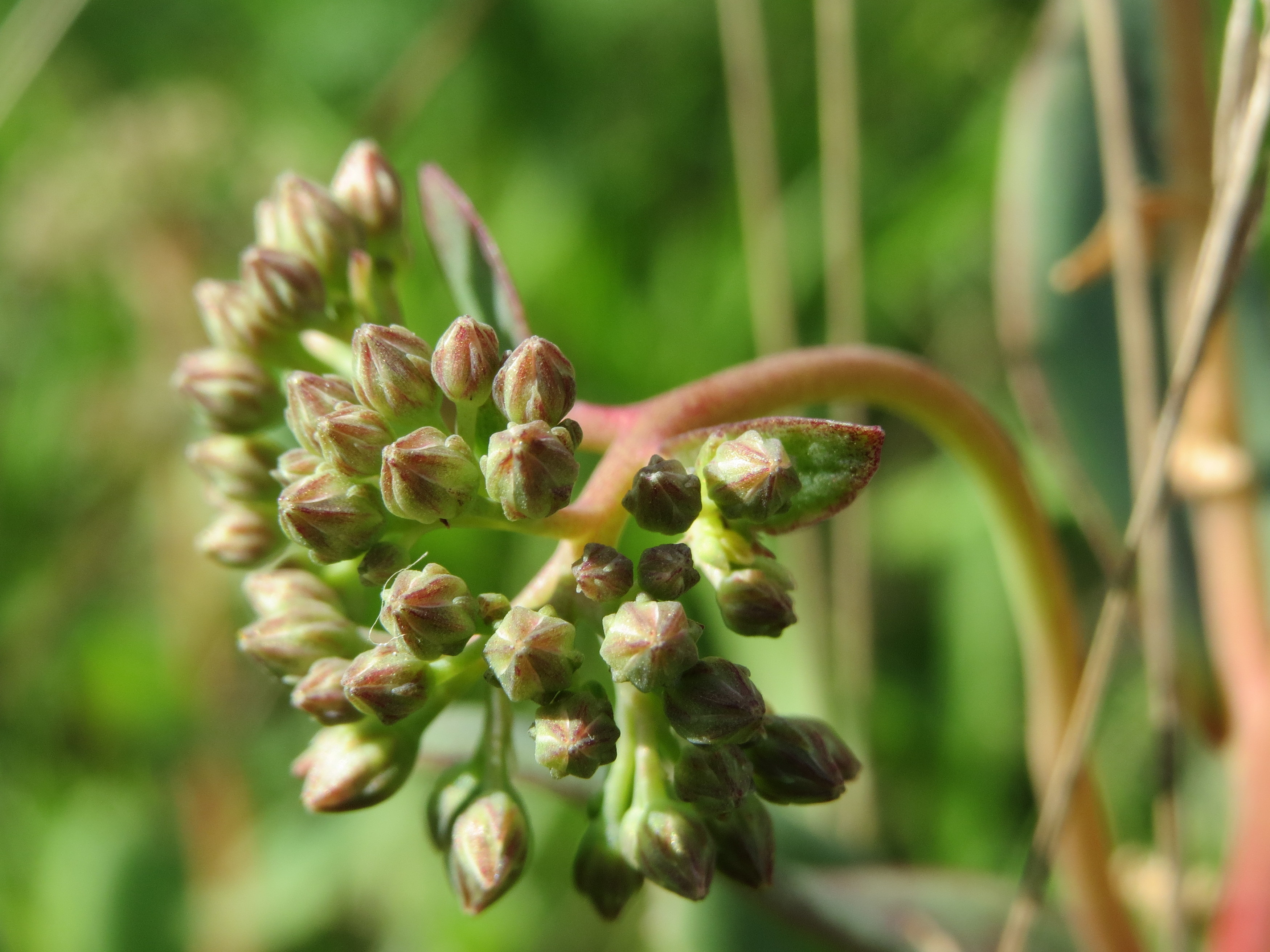

## Dottertaxa till Kärleksörter, i alfabetisk ordning[1]
- Hylotelephium anacampseros
- Hylotelephium angustum
- Hylotelephium bonnafousi
- Hylotelephium callichromum
- Hylotelephium caucasicum
- Hylotelephium cauticola
- Hylotelephium cyaneum
- Hylotelephium erythrostictum
- Hylotelephium ewersii
- Hylotelephium furusei
- Hylotelephium mingjinianum
- Hylotelephium pallescens
- Hylotelephium parvistamineum
- Hylotelephium pluricaule
- Hylotelephium populifolium
- Hylotelephium sanguineum
- Hylotelephium sieboldii
- Hylotelephium sordidum
- Hylotelephium spectabile
- Hylotelephium subcapitatum
- Hylotelephium tatarinowii
- Hylotelephium telephioides
- Hylotelephium telephium
- Hylotelephium tianschanicum
- Hylotelephium uralense
- Hylotelephium ussuriense
- Hylotelephium verticillatum
- Hylotelephium viride
- Hylotelephium viridescens
- Hylotelephium viviparum